# Сунь Фумин
Сунь Фуми́н (кит. упр. 孙福明, пиньинь Sūn Fúmíng, 14 апреля 1974, Телин) — китайская дзюдоистка тяжёлой весовой категории, выступала за сборную Китайской Народной Республики во второй половине 1990-х — первой половине 2000-х годов. Чемпионка летних Олимпийских игр в Атланте, бронзовая призёрша Олимпийских игр в Афинах, чемпионка мира, чемпионка Азиатских игр, чемпионка Азии, двукратная чемпионка Восточноазиатских игр, победительница многих турниров национального и международного значения.

## Биография
Сунь Фумин родилась 14 апреля 1974 года в городском округе Телин провинции Ляонин.
Первого серьёзного успеха на взрослом международном уровне добилась в 1995 году, когда попала в основной состав китайской национальной сборной и побывала на чемпионате мира в японской Тибе, откуда привезла награду серебряного достоинства, выигранную в абсолютной весовой категории — в решающем поединке потерпела поражение от голландки Моник ван дер Ле.
Благодаря череде удачных выступлений удостоилась права защищать честь страны на летних Олимпийских играх 1996 года в Атланте — одолела здесь всех своих соперниц, в том числе кубинку Эстелу Родригес в финале, и завоевала тем самым золотую олимпийскую медаль. Тем не менее, в действительности она получила свою золотую олимпийскую награду лишь в следующем году, на чемпионате мира. Дело в том, что на церемонии награждения ей была вручена награда, которая предназначалась Давиду Дуйе, французскому дзюдоисту, победителю соревнований среди тяжеловесов, но среди мужчин, а ему, соответственно, награда Сунь. В итоге при встрече на чемпионате мира они обменялись наградами.
После Олимпиады в США Сунь осталась в основном составе дзюдоистской команды КНР и продолжила принимать участие в крупнейших международных турнирах. Так, в 1997 году в тяжёлом весе она получила золото на Восточноазиатских играх в Пусане и бронзу на мировом первенстве в Париже — здесь на стадии полуфиналов не смогла побороть японку Михо Ниномию. На чемпионате Азии 2000 года в Осаке одержала победу в тяжёлом весовом дивизионе. Пыталась пройти отбой на Олимпийские игры в Сиднее, но не смогла этого сделать, уступив в конкурентной борьбе соотечественнице Юань Хуа, которая впоследствии стала олимпийской чемпионкой. Год спустя добавила в послужной список золотую медаль, полученную в абсолютной весовой категории на Восточноазиатских играх в Осаке. Ещё через год съездила на Азиатские игры в Пусан, где снова взошла на верхнюю ступень пьедестала почёта.
В 2003 году Сунь Фумин боролась в тяжёлом весе на чемпионате мира в Осаке и взяла верх над всеми соперницами, в том числе над местной спортсменкой Маки Цукадой, став таким образом чемпионкой мира. Будучи в числе лидеров китайской национальной сборной, благополучно прошла квалификацию на Олимпийские игры 2004 года в Афинах — была близка к тому, чтобы повторить успех восьмилетней давности, однако на стадии полуфиналов потерпела одно единственное поражение от кубинки Даймы Бельтран. В утешительном поединке за третье место поборола представительницу Украины Марину Прокофьеву и вынуждена была довольствоваться бронзовой наградой. Вскоре по окончании этих соревнований приняла решение завершить карьеру профессиональной спортсменки, уступив место в сборной молодым китайским дзюдоисткам.